# Geert Spillebeen
Geert Spillebeen (17 april 1956) is een Belgische journalist en schrijver. Spillebeen begon zijn carrière als leraar Nederlands en Engels. In 1988 ging hij werken als journalist en reporter voor de BRT-nieuwsdienst en voor Radio 1. Hij presenteerde er jarenlang het programma Voor de dag. Daarnaast schreef hij ook enkele boeken, vooral jeugdboeken, waarin meestal de Eerste Wereldoorlog en Tweede Wereldoorlog het thema is.

### Jeugd
- 1998: "Zomer in Passendale", waarin een 14-jarige jongen uit Passendale zich verdiept in het gruwelijke oorlogsverleden van zijn streek
- 2000: "Age 14", een verhaal gebaseerd op Patrick Condon, die de jongste gesneuvelde Britse soldaat uit de Eerste Wereldoorlog zou zijn geweest
- 2002: "Kiplings keuze", vertaald naar het Engels als "Kipling's Choice".
- 2007: "Abdous Oorlog
- 2013: "Jimmy Duffy"
- 2015: "Mijn vader maakt wapens"
- 2021: "Zeventien"

### Volwassenen
- 2005: "Man tegen de muur"

### Non-fictie
- 2007: "Brownsea Boy Scouts in Flanders Fields"

## Prijzen
- Cultuurtrofee stad Izegem 2006
- Radio 1 (Nederland): publieksprijs 2006
- Dexia-prijs 2007
- In de VS kreeg hij drie prijzen voor zijn boek Kipling's Choice, met name: The Bulletin Blue Ribbon van Center for Children's Books, Best book for young adults van American Library Association ALA & Young Adult LIbrary Services Association YALSA, en Outstanding International Book van US Board on Books for young people & Children's Counsil.